# Patos (Brazilia)
Patos este un oraș în Paraíba (PB), Brazilia.
- CPRM – Serviço Geológico do Brasil
- Prefeitura Municipal de Patos Arhivat în 14 ianuarie 2022, la Wayback Machine.
- FAMUP